# Arthur Disbrowe Cotton
Arthur Disbrowe Cotton ( 15 de enero de 1879-27 de diciembre de 1962) fue un patólogo vegetal, micólogo, ficólogo, y botánico inglés.
Nació en Londres, y fue educado en el King's College School y en el Royal College of Science, donde completó el grado en botánica en 1901. Fue demostrador allí y subsecuentemente en el Owens College, Mánchester, donde se desarrolló su interés en hongos, con estudios sobre micorrizas de orquídeas.
En 1904 fue nombrado asistente de George Massee, director de Micología y de plantas criptógamas en el Royal Botanic Gardens, Kew. Y permaneció en Kew hasta 1915, oficialmente investigando en algas, y también tuvo tiempo para proseguir su interés particular en hongos clavarioides.
En 1915 se hizo cargo del recién creado Laboratorio de Patología Vegetal en Kew (luego movido a Rothamsted) y en 1920 fue micólogo del Ministerio de Agricultura del Reino Unido. En 1922, retornó a Kew para ser curador del Herbario, puesto que retuvo hasta su retiro en 1946.
Durante su carrera publicó un número de artículos sobre patología vegetal, hongos, algas, y coautor de las primeras siete partes del suplemento de Elwes: Monograph of the genus Lilium. También describió varias nuevas taxas de hongos y de algas.

## Honores
Fue presidente del British Mycological Society en 1913 y presidente de la Sociedad linneana de Londres entre 1942 a 1946.
Recibió un OBE (orden del Imperio Británico) por servicios a la Patología Vegetal, en 1934.

### Epónimos
El género de alga marina Cottoniella Börgesen y la especie Fucus cottonii M.J.Wynne & Magne se nombraron en su honor.

## Algunas publicaciones
- Cotton, A.D. (1906). Marine algae from Corea. Kew bulletin of miscellaneous information 1906: 366-373
- Cotton, A.D. (1907). Marine algae from the Chatham Islands. Kew bulletin of miscellaneous information 1907: 37-43
- Cotton, A.D. (1907). Notes on British Clavariae. Transactions of the British Mycological Society 2: 163-166
- Cotton, A.D. (1909). Notes on marine pyrenomycetes. Transactions of the British Mycological Society 3: 92-99, 1 plancha
- Cotton, A.D. (1912). Clare Island Survey. Marine algae. Proceedings of the Royal Irish Academy 31B(15): 1-178, 11 tablas
- Cotton, A.D. (1914). Some suggestions as to the study and critical revision of certain genera of the Agaricaceae. Trans. Brit. Mycol. Soc. 4: 224-235
- Cotton, A.D. (1915). Cryptogams from the Falkland Islands collected by Mr Vallentin. Journal of the Linnean Society Botany 43: 137-231, tabs 4-10
- Cotton, A.D. & Wakefield, E.M. (1919). A revision of the British Clavariae. Transactions of the British Mycological Society 6: 164-198
- Grove, A. & Cotton, A.D. (1933-40) Supplement to Elwes' Monograph of the genus Lilium. Partes 1-7. Londres
- Cotton, A.D. (1936). Marine algae. Proceedings of the Linnean Society of London 148: 45-49

- La abreviatura «Cotton» se emplea para indicar a Arthur Disbrowe Cotton como autoridad en la descripción y clasificación científica de los vegetales.[4]